# Ngexisaurus
Ngexisaurus là tên không chính thức cho một chi khủng long chưa được mô tả sống vào thời kỳ Jura giữa.